# Gertrude Bellová
Gertrude Bellová (plným anglickým jménem Gertrude Margaret Lowthian Bell, CBE; 14. července 1868 Washington Hall – 12. července 1926 Bagdád) byla anglická spisovatelka, cestovatelka, horolezkyně, špiónka a archeoložka. Sehrála velkou roli v britské imperiální politice konce 19. a začátku 20. století na Blízkém východě. Spolu s T. E. Lawrencem pomohla nastolit dynastii Hášimovců v Jordánsku a Iráku. Na vzniku státu Irák se podílela vůbec nejzásadněji.

## Život
Její dědeček Isaac Lowthian Bell, 1. baronet Bell, byl významným britským velkoprůmyslníkem v oboru metalurgie a liberálním politikem. Jejím otcem byl Sir Hugh Bell, 2. baronet Bell, matkou Mary Shield Bell, která zemřela při narození jejího mladšího bratra Hugha Bella (později 3. baroneta Bella). Tehdy byly Gertrudě tři roky. S otcem ji pojilo po celý život silné pouto. Otec byl liberálně a pokrokově zaměřen, platil svým dělníkům slušné mzdy a staral se o jejich dobro. Gertrude s ním i na dálku probírala politické záležitosti.
Gertrude Bell vystudovala historii na Lady Margaret Hall na Oxfordské univerzitě. Její první zahraniční cesta vedla roku 1892 do Persie, za jejím strýcem, který zde byl britským vyslancem („ministrem“). Napsala o této cestě knihu, Persian Pictures, která vyšla roku 1894. Na další cestě roku 1899 navštívila Sýrii a Palestinu. Křižovala pak Arábií dalších 12 let. Nějaký čas žila mezi Drúzy. Napsala o Sýrii knihu Syria: The Desert and the Sown, jež vyšla roku 1907. Ve stejném roce zahájila cestu po Osmanské říši a zapojila se v Malé Asii do archeologického výzkumu Williama Mitchella Ramsaye, v rámci nějž brzy spoluobjevila ruiny města, v Ptolemaiově seznamu měst patrně zvaného Bersiba. Zážitky z tohoto dobrodružství zaznamenala v knize A Thousand and One Churches. Roku 1909 navštívila Mezopotámii a i zde vedla archeologický výzkum. Zde poznala archeologa a budoucího špiona T. E. Lawrence. Jakmile roku 1914 vypukla první světová válka, začala pracovat pro Mezinárodní červený kříž a zároveň pro britskou tajnou službu. Od té doby navazovala úzké vztahy s vůdci kmenů na Blízkém východě (od roku 1915 v součinnosti s Lawrencem). Dařilo se jí to, přestože byla žena, což byl tehdy v muslimském světě handicap (je mnohde i dnes). Využila svou nevýhodu ve výhodu – pronikala do ženských harémů a okruhu manželek kmenových vůdců, s nimiž jinak muž-Evropan nemohl přijít do styku, a hledala cestu k politickým lídrům v oblasti přes ně. Využívala také své výborné znalosti arabštiny, perštiny a turečtiny (krom toho mluvila též německy, francouzsky a italsky).
Cílem jejích misí bylo obrátit Araby proti Osmanům, s nimiž Britové bojovali ve světové válce. To se podařilo, arabská protiosmanská vzpoura vypukla roku 1915. Připravovala též analýzy a mapy pro britskou armádu. Roku 1915 byla též očitým svědkem osmanských masakrů na Arménech, díky jejím zprávám pro tajnou službu se informace o genocidě dostaly na západ. Po válce byla Winstonem Churchillem pověřena zúčastnit se v Káhiře konference (1921), jež měla určit nové uspořádání v britském mandátu na Blízkém východě. Klíčovým pro Brity byl vznik dvou států – Transjordánska a Iráku, kde byly k moci dosazeny síly, jež se podílely na protiosmanské vzpouře za války (v Jordánsku Abdalláh I., v Iráku Fajsal I.). Bellová se podílela především na narýsování hranic Iráku. Ty byly v budoucnu nicméně často kritizovány a označovány za jeden z problémů v této oblasti. Ve Fajsalových službách poté přímo pracovala. Ostře se přitom od 20. let stavěla proti sionismu. Tušila, že podpora židovského přistěhovalectví postaví Araby proti Britům. V Bagdádu jí bylo umožněno vytvořit Irácké archeologické muzeum a knihovnu, jež je dnes Iráckou národní knihovnou. Roku 1925 se kvůli zdravotním problémům vrátila do Británie. Našla však vlastní rodinu v těžkých ekonomických problémech a raději se vrátila do Bagdádu. Zde dostala zápal plic. Zemřela na předávkování léky na spaní, pravděpodobně spáchala sebevraždu.

## Inspirace v umění
Roku 2015 byl o jejím životě natočen režisérem Wernerem Herzogem hollywoodský film Královna pouště, s Nicole Kidmanovou v hlavní roli.